# Ходосы (станция)
Хо́досы (бел. Ходасы, транслит. Chodasy) — станция Могилёвского отделения Белорусской железной дороги в агрогородке Ходосы Мстиславского района Могилёвской области Беларуси.

## География
Размещена на линии Орша-Центральная — Кричев I, между остановочным пунктом Печковичи и остановочным пунктом Воловники, в 20 км от города Мстиславля.

## История
В 1915—1916 годах, вблизи агрогородка Ходосы, была проложена железная дорога. Грузовое движение открыто в 1922 году, пассажирское — в 1923 году.
В 2022 году отмечено 100-летие начала работы станции.